# Järnboås
Järnboås är en  bruksort i Järnboås socken i Nora kommun belägen cirka två mil norr om Nora och cirka två kilometer nordväst om Järnboås kyrka. SCB klassade fram till och med 2005 och åter från 2015 bebyggelsen som en småort.

## Samhället
I Järnboås finns en skola, en tidigare station samt en hyttanläggning som var i bruk in på 1930-talet.

## Galleri

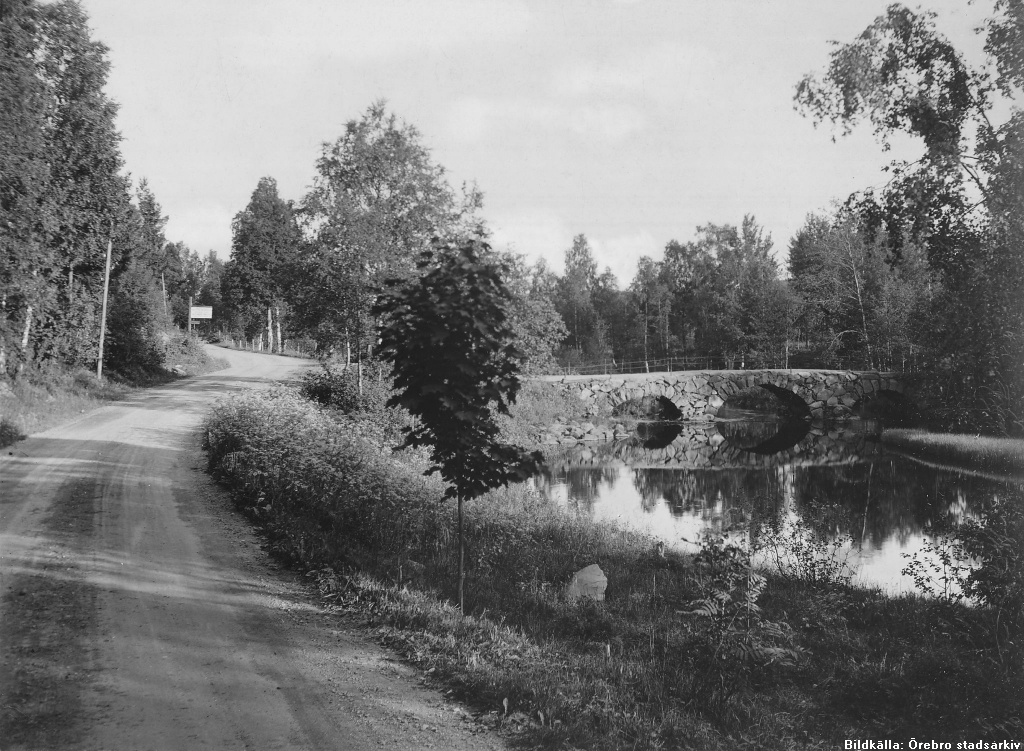
Bro över Rastälven vid Järnboås, 1930-talet.
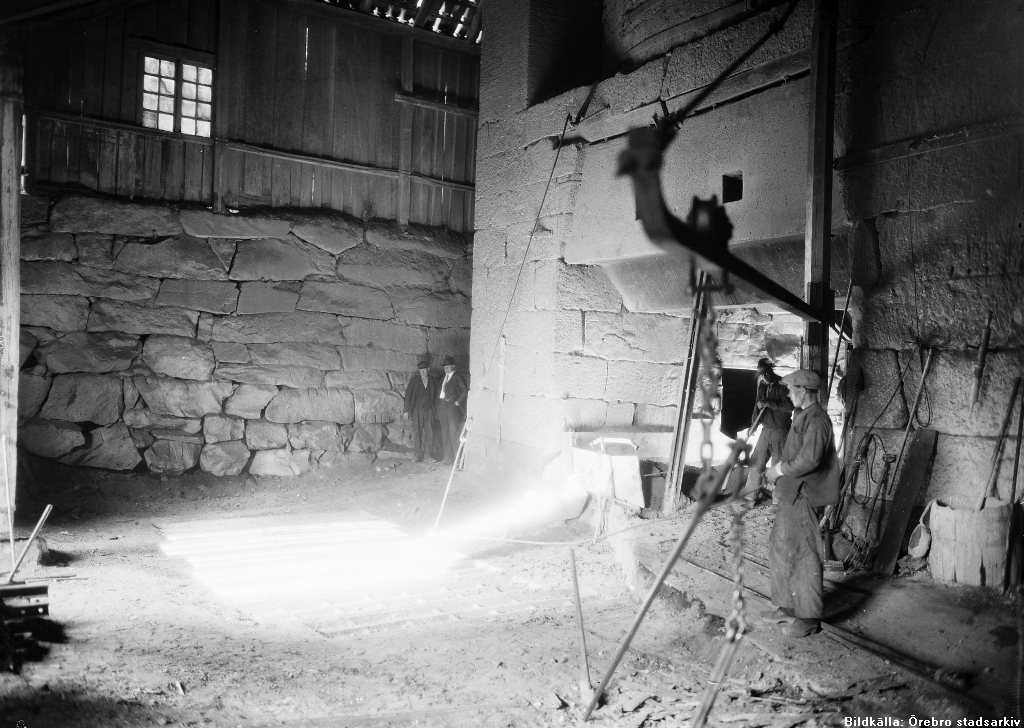
Utslag i Järnboås hytta år 1937.